# Juan Pablo Cozzani
Juan Pablo Cozzani (Mendoza, 9 ottobre 1998) è un calciatore argentino, portiere dell'Al-Kholood.

## Carriera

### Club
Cozzani è cresciuto nei settori giovanili di Talleres (C), Gimnasia (M) e Lanús, che lo ha promosso in prima squadra nel 2018. Nel 2019 è stato ceduto in prestito al San Martín (SJ), con cui ha giocato il suo primo incontro professionistico il 29 novembre 2020 nell'incontro di Primera B Nacional vinto 1-0 contro il Nueva Chicago.
Nel 2022 è passato a titolo definitivo al Dep. Maipú dove ha trascorso due stagioni da portiere titolare. Il 5 gennaio 2024 è stato ceduto in prestito al Platense.

### Nazionale
Nel 2020 ha vinto con l'Argentina Under-23 il Torneo Pre-Olimpico CONMEBOL, dove ha giocato due incontri.

## Statistiche

### Presenze e reti nei club
Statistiche aggiornate al 13 luglio 2025.
| Stagione               | Squadra                | Campionato             | Campionato | Campionato | Coppe nazionali | Coppe nazionali | Coppe nazionali | Coppe continentali | Coppe continentali | Coppe continentali | Altre coppe | Altre coppe | Altre coppe | Totale | Totale | Totale |
| Stagione               | Squadra                | Comp                   | Pres       | Reti       | Comp            | Pres            | Reti            | Comp               | Pres               | Reti               | Comp        | Pres        | Reti        | Pres   | Reti   |        |
| ---------------------- | ---------------------- | ---------------------- | ---------- | ---------- | --------------- | --------------- | --------------- | ------------------ | ------------------ | ------------------ | ----------- | ----------- | ----------- | ------ | ------ | ------ |
| 2020                   | San Martín (SJ)        | PBN                    | 9          | -5         | CA              | 0               | -0              | -                  | -                  | -                  | -           | -           | -           | 9      | -5     |        |
| 2021                   | San Martín (SJ)        | PBN                    | 27         | -32        | CA              | 2               | -2              | -                  | -                  | -                  | -           | -           | -           | 29     | -34    |        |
| Totale San Martín (SJ) | Totale San Martín (SJ) | Totale San Martín (SJ) | 36         | -37        |                 | 2               | -2              |                    | -                  | -                  |             | -           | -           | 38     | -39    |        |
| 2022                   | Dep. Maipú             | PBN                    | 31         | -26        | -               | -               | -               | -                  | -                  | -                  | -           | -           | -           | 31     | -26    |        |
| 2023                   | Dep. Maipú             | PBN                    | 39         | -32        | -               | -               | -               | -                  | -                  | -                  | -           | -           | -           | 39     | -32    |        |
| Totale Dep. Maipú      | Totale Dep. Maipú      | Totale Dep. Maipú      | 70         | -58        |                 | -               | -               |                    | -                  | -                  |             | -           | -           | 70     | -58    |        |
| 2024                   | Platense               | PD                     | 26         | -18        | CA+CdL          | 2+14            | -0 + -14        | -                  | -                  | -                  | -           | -           | -           | 42     | -32    |        |
| 2025                   | Platense               | PD                     | 21         | -15        | CA              | 2               | -2              | -                  | -                  | -                  | -           | -           | -           | 23     | -17    |        |
| Totale Platense        | Totale Platense        | Totale Platense        | 47         | -33        |                 | 18              | -16             |                    | -                  | -                  |             | -           | -           | 65     | -49    |        |
| Totale carriera        | Totale carriera        | Totale carriera        | 153        | -128       |                 | 20              | -18             |                    | -                  | -                  |             | -           | -           | 173    | -146   |        |

## Palmarès

### Club

#### Competizioni nazionali
- Campionato argentino: 1

Platense: 2025 (Apertura)

### Nazionale
- Torneo preolimpico CONMEBOL: 1

2020